# Oreophryne monticola
Oreophryne monticola är en groddjursart som först beskrevs av George Albert Boulenger 1897.  Oreophryne monticola ingår i släktet Oreophryne och familjen Microhylidae. IUCN kategoriserar arten globalt som starkt hotad. Inga underarter finns listade i Catalogue of Life.